# 1918年教育法令
1918年教育法令（Education Act 1918），又称为费舍法令（Fisher Act），是英国国会通过的一项國會法令。草拟者为文教大臣赫伯特·费舍。 
1918年教育法令将从学校毕业的年龄提高到14岁，并计划扩展高等教育。1918年教育法令的另一特色是提供辅助设施（幼儿学校、体格检查和特殊需要儿童中心等）
到1920年代，年幼儿童的教育日益成为政治家与教育家关注的问题。由于公众争论的升级，当时的政府委托哈多爵士负责进行教育调查，哈多委员会在1926年、1931年和1933年，发表了3个非常重要的报告。这些报告带来初等教育的重大改变。例如，导致了5-7岁儿童的幼儿学校和7-11岁的小学被分开实施。报告还建议班级规模不超过30人。这些建议标志进步主义教育思想胜过了传统教育思想，更多为政策制定者和教师们所喜爱。